# Stichophthalma tonkiniana
Stichophthalma tonkiniana är en fjärilsart som beskrevs av Hans Fruhstorfer 1901. Stichophthalma tonkiniana ingår i släktet Stichophthalma och familjen praktfjärilar. Inga underarter finns listade i Catalogue of Life.